# پروکسی فیلین
پروکسی فیلین (به انگلیسی: Proxyphylline) با فرمول شیمیایی C۱۰H۱۴N۴O۳ یک ترکیب شیمیایی با شناسه پاب‌کم ۴۹۷۷ است؛ که جرم مولی آن ۲۳۸٫۲۴۳۱۶ می‌باشد.